# Recorded Music NZ
Recorded Music NZ, till juni 2013, är en ideell organisation för musikproducenter, distributörer och skivartister som säljer musik i Nya Zeeland. Medlemskap godkänns av alla skivbolag verksamma i Nya Zeeland, och domineras av amerikanska och brittiska "Big Four" (EMI, Sony, Universal och Warner Music) som har fyra av fem fulla medlemskap i organisationen.

## Priser och utmärkelser
New Zealand Music Awards delas årligen ut av organisationen för framstående insatser av artister och tekniska framsteg. Priserna är bland de främsta en artist eller grupp kan få i Nya Zeeland. De delas ut årligen sedan, se .

## Försäljningslistor
Organisationen publicerar Nya Zeelands officiella single- och albumlistor. Top 40 Singles Chart baseras på både singelförsäljning och hur ofta låtarna spelas i radio Radioscope; försäljningen (inklusive laglig nerladdning) tar upp 75%, och speltid i radio tar upp 25%.
Fram till 2004 publicerade organisationen också en årlig rankinglista för singlar och album släppta i Nya Zeeland. Placering tilldelas genom ett enkelt poängsystem där en etta i en vecka får 50 poäng, tvåa får 49 och liknande, och sedan räknas årets alla veckor tillsammans. Från 2004 är årslistorna baserade på låtarnas placering på försäljningslistan under året.

## Rertifikat
En singel eller ett album kvalificerar sig för platinaskiva om den säljer minst 15 000 exemplar levererade till handlarna och guldskiva om minst 7 500 exemplar levereras.
För musik på DVD (tidigare video) krävdes ursprungligen 2 500 levererade exemplar för en guldskiva, medan platina krävde minst 5 000 exemplar shipped.
| Album och singlar | Album och singlar | Musik-DVD | Musik-DVD |
| ----------------- | ----------------- | --------- | --------- |
| Guld              | Platina           | Guld      | Platina   |
| 7 500             | 15 000            | 2 500     | 5 000     |

## Listrekord

### Artister och grupper med flest singelettor
- The Beatles (15) - Michelle; Paperback Writer; Yellow Submarine; Eleanor Rigby; Penny Lane; All You Need Is Love; Hello, Goodbye; Lady Madonna; Hey Jude; Revolution; Ob-La-Di, Ob-La-Da; Get Back; The Ballad of John & Yoko; Something; Come Together; Let It Be
- Michael Jackson (9) - Don't Stop Til You Get Enough; Beat It; We Are the World  (med Blandade artister); Black Or White; Remember the Time; Give In To Me; Scream; You Are Not Alone; Blood on the Dance Floor
- U2 (8) - Pride (In the Name of Love); Where The Streets Have No Name; One Tree Hill; Desire; Angel of Harlem; The Fly; Hold Me, Thrill Me, Kiss Me, Kill Me; Discothèque
- Bee Gees (7) - Spicks and Specks; Massachusetts; I Started A Joke; Don't Forget to Remember; Stayin' Alive; Too Much Heaven; Tragedy
- Mariah Carey (7) - Vision of Love; I'll Be There; Without You; Endless Love; Fantasy; One Sweet Day  (med Boyz II Men); Heartbreaker (med Jay-Z)
- Akon (7) - Lonely; Moonshine (med Savage); Smack That (med Eminem); The Sweet Escape (med Gwen Stefani); Don't Matter; Bartender (med T-Pain); Sexy Bitch (med David Guetta)
- Eminem (6) - Without Me; Lose Yourself; My Band; Just Lose It; Smack That (med Akon); We Made You
- Abba (6) - I Do, I Do, I Do, I Do, I Do; SOS; Fernando; Dancing Queen; Money, Money, Money; Chiquitita
- Elton John (6) - Crocodile Rock; Goodbye Yellow Brick Road; Philadelphia Freedom; Don't Go Breaking My Heart (med Kiki Dee); Nikita; Candle in the Wind
- UB40 (5) - Food For Thought; Red Red Wine; I Got You Babe (med Chrissie Hynde); I'll Be Your Baby Tonight; I Can't Help Falling In Love With You
- Madonna (5) - Into the Groove; Like a Prayer; Vogue; Music; Don't Tell Me
- Chris Brown (5) - Run It!; Kiss Kiss; With You; No Air (med Jordin Sparks); Forever
- Black Eyed Peas (5) - Where Is the Love?; Shut Up; Don't Phunk with My Heart; My Humps; I Gotta Feeling
- Timbaland (5) - Promiscuous (med Nelly Furtado); SexyBack (med Justin Timberlake); Ayo Technology (med 50 Cent); Apologize (med One Republic); If We Ever Meet Again (med Katy Perry);

### Singlar med längsta placeringstid på #1

#### I rad
- 14 veckor
- Boney M. - "Rivers of Babylon", 1978.
- 11 veckor
- Whitney Houston - "I Will Always Love You", 1992-1993.
- Smashproof featuring Gin Wigmore - "Brother", 2009.
- 10 veckor
- Tony Orlando & Dawn - "Tie a Yellow Ribbon Round the Ole Oak Tree", 1973.
- Pussycat - "Mississippi", 1976.
- UB40 - "Can't Help Falling in Love", 1993.
- Lady GaGa - "Poker Face", 2008-2009.
- Stan Walker - "Black Box", 2009-2010.
- 9 veckor
- Black Eyed Peas - "I Gotta Feeling", 2009.
- Avril Lavigne - "Complicated", 2002.
- All of Us - "Sailing Away", 1986.

#### Icke raka
- 12 veckor
- Freddy Fender - "Wasted Days and Wasted Nights", 1975.
- Scribe - "Stand Up", 2003.
- 11 veckor
- Crazy Frog - "Axel F", 2005.
- 9 veckor
- Abba - "Fernando", 1976
- Elton John & Kiki Dee - "Don't Go Breaking My Heart", 1976